# Plichtów
Plichtów – wieś w Polsce położona w województwie łódzkim, w powiecie łódzkim wschodnim, w gminie Nowosolna, na terenie Parku Krajobrazowego Wzniesień Łódzkich.
W latach 1975–1998 miejscowość administracyjnie należała do ówczesnego województwa łódzkiego.